# Флор
Вижте пояснителната страница за други личности с името Флор.
Луций Аней Флор или Публий Аний Флор (на латински: Lucius Annaeus Florus или Publius Annius Florus; Publius Annaeus Florus) е римски историк по време на императорите Траян (98 – 117) и Адриан (117 – 138). В някои източници е индифициран с поета Публий Аний Флор.
Около 120 г. той съставя Скица за историята на Рим в две книги Epitoma de Tito Livio bellorum omnium annorum DCC libri duo от основаването на града до затварянето на храма на Янус от Август през 25 пр.н.е.. Пише въз основа на написаното от Ливий, Салустий, Лукан, Сенека Стари и Тацит.
Манускриптът е даван с автор Юлий Флор, Луций Аней Флор или само Аней Флор.

## Произведение
- Günter Laser, Florus: Römische Geschichte, Darmstadt 2005, ISBN 3-534-18122-0.
- The Latin Library, Florus, Epitoma de Tito Livio bellorum omnium annorum DCC libri duo, Liber I, Liber II, на латински